# Deuxième circonscription d'Hazebrouck
 (septembre 2024).
La  deuxième circonscription d'Hazebrouck était une circonscription législative française que comptait le département du Nord sous la Troisième République  de 1876 à 1885, de 1889 à 1919 et de 1928 à 1940.

## Description géographique et démographique
La deuxième circonscription d'Hazebrouc, partie intérieure de la Flandre française, est enclavée entre l'arrondissement d'Hazebrouck et de Lille. Située entre la Belgique et le Pas-de-Calais, la circonscription est centrée autour de la ville de  Bailleul.  
Elle regroupait les divisions administratives suivantes : canton de Bailleul-Nord-Est ; canton de Bailleul-Sud-Ouest et le canton de Merville.

## La circonscription de 1876 à 1885

### Historique des députations
| Législature     | Début de mandat | Fin de mandat   | Député élu      | Parti politique   | Observations |
| --------------- | --------------- | --------------- | --------------- | ----------------- | ------------ |
| 1re législature | 20 février 1876 | 20 juin 1877    | Charles Plichon | Union des Droites |              |
| 2e législature  | 14 octobre 1877 | 27 octobre 1881 | Charles Plichon | Union des Droites |              |
| 3e législature  | 21 août 1881    | 9 novembre 1885 | Charles Plichon | Union des Droites |              |

## La circonscription de 1889 à 1919

### Historique des députations
| Législature     | Début de mandat   | Fin de mandat   | Député élu   | Parti politique | Observations |
| --------------- | ----------------- | --------------- | ------------ | --------------- | ------------ |
| 5e législature  | 22 septembre 1889 | 14 octobre 1893 | Jean Plichon | Action libérale |              |
| 6e législature  | 3 septembre 1893  | 31 mai 1898     | Jean Plichon | Action libérale |              |
| 7e législature  | 8 mai 1898        | 31 mai 1902     | Jean Plichon | Action libérale |              |
| 8e législature  | 27 avril 1902     | 31 mai 1906     | Jean Plichon | Action libérale |              |
| 9e législature  | 6 mai 1906        | 31 mai 1910     | Jean Plichon | Action libérale |              |
| 10e législature | 24 avril 1910     | 31 mai 1914     | Jean Plichon | Action libérale |              |
| 11e législature | 26 avril 1914     | 7 décembre 1919 | Jean Plichon | Action libérale |              |

## La circonscription de 1928 à 1940

### Historique des députations
| Législature     | Début de mandat | Fin de mandat | Député élu          | Parti politique                               | Observations                                                                                    |
| --------------- | --------------- | ------------- | ------------------- | --------------------------------------------- | ----------------------------------------------------------------------------------------------- |
| 14e législature | 22 avril 1928   | 31 mai 1932   | Jean Plichon        | URD                                           |                                                                                                 |
| 15e législature | 8 mai 1932      | 31 mai 1936   | Jean Plichon        | URD                                           |                                                                                                 |
| 16e législature | 3 mai 1936      | 31 mai 1942   | Jean-Pierre Plichon | Républicains indépendants et d'action sociale | Un décret de juillet 1939 a prorogé jusqu'au 31 mai 1942 le mandat des députés élus en mai 1936 |